# Amiota angulisternita
Amiota angulisternita este o specie de muște din genul Amiota, familia Drosophilidae, descrisă de Chen și Liu în anul 2004. Conform Catalogue of Life specia Amiota angulisternita nu are subspecii cunoscute.